# عماد الصحابی
عماد الصحابی (عربی: عماد الصحابي؛ زادهٔ ۵ نوامبر ۱۹۸۷) یک ورزشکار اهل عربستان سعودی است.